# Gotenhof (Nowgorod)
Der Gotenhof, auch Warägerhof, (lateinisch Curia gotensium, schwedisch Gutagård, russisch Готский двор) war eine Niederlassung gotländischer Kaufleute in Nowgorod vom 11. bis 16. Jahrhundert.

## Lage

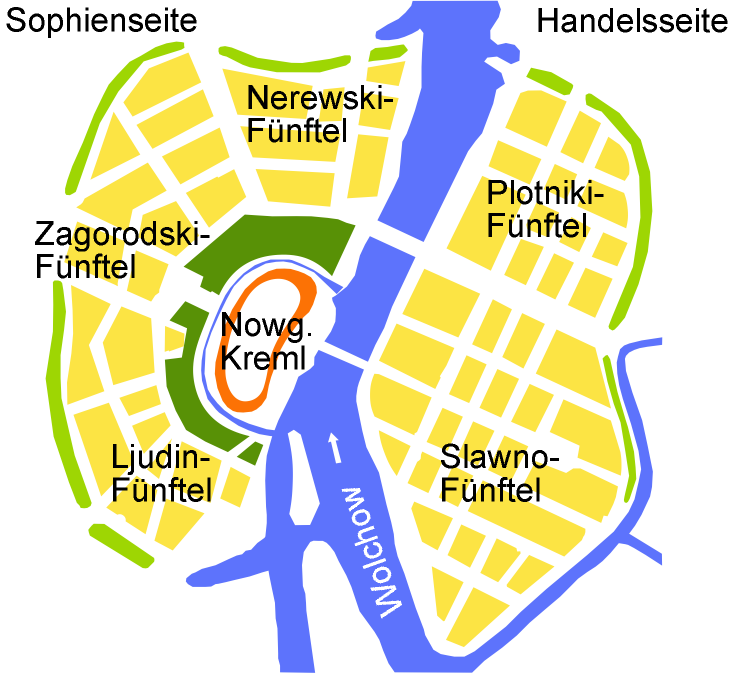
Nowgorod im Mittelalter

Der Gotenhof lag in Nowgorod auf der Handelsseite östlich des Wolchow südlich des Jaroslaw-Hofes.

## Geschichte

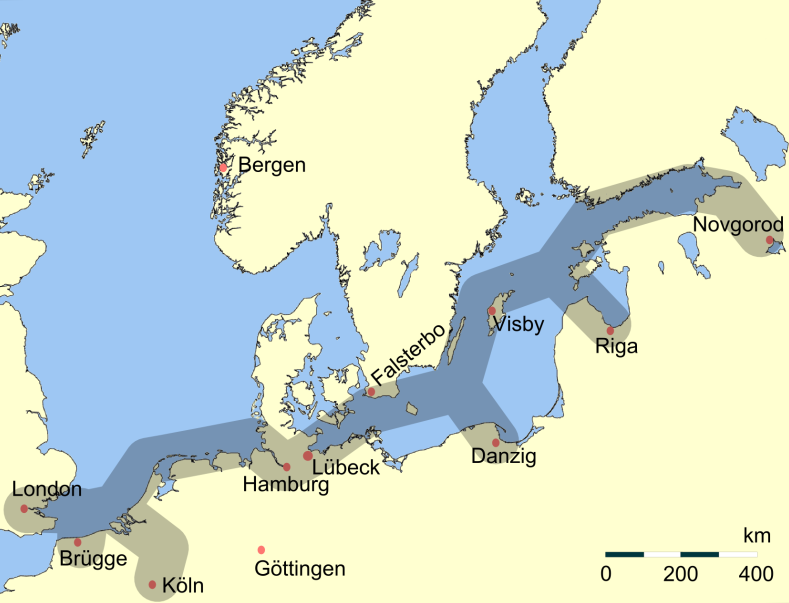
Hauptrouten des Ostseehandels

Mitte des 10. Jahrhunderts entstand in der Nähe der Burg Holmgard die neue Siedlung Nowgorod. Diese wurde vor allem von Händlern genutzt. Der Handel mit der Rus lief in dieser Zeit vor allem von Nowgorod nach Visby (Gotland) weiter nach Westeuropa.
1015 wurde erstmals in Nowgorod ein Kaufleutehof erwähnt. Um 1100 wurde auf einem Runenstein in Schweden ein Mann erwähnt, der in der Olavkirche in Nowgorod gestorben (begraben?) war. Spätestens zu dieser Zeit muss der Gotenhof bestanden haben. 1152 brannte die Kirche erstmals ab.
Seit dem 12. Jahrhundert wurde der Gotenhof auch von deutschen Händlern genutzt. 1192 wurde für diese der Peterhof als eigene Niederlassung gegründet.
1217 wurde der Gotenhof durch einen Brand fast vollständig zerstört. 1229 wurde der Gotenhof erstmals mit dieser Bezeichnung erwähnt. 1269 wurde auch ein Gildehof der Gotländer erwähnt.
Im 14. Jahrhundert ging die Bedeutung des Gotenhofes nach kriegerischen Auseinandersetzungen deutscher und gotländischer Kaufleute in Visby zurück. Der Gotenhof wurde von der Hanse gepachtet. Diese hatte nun das Monopol im Handel mit Nowgorod.
Im 15. Jahrhundert verlor Nowgorod im Ostseehandel zunehmend seine Bedeutung an Riga und Reval. 1494 ließ Iwan III. den Peterhof schließen. 1514 wurden Peterhof und Gotenhof wieder eröffnet. 1562 wurde der Gotenhof wahrscheinlich noch genutzt.
Im 17. Jahrhundert wurde in der Nähe des ehemaligen Gotenhofes der Schwedenhof gegründet.